# المغفور له
المغفور له (بالإنجليزية: The Forgiven)‏ هو فيلم من تأليف وإخراج جون ميخائيل ماكدونا ومن بطولة رالف فاينس، جيسيكا شاستاين، مات سميث، كيلب لاندري جونز، سعيد التغماوي وكريستوفر آبوت، من المقرر عرض الفيلم في الولايات المتحدة في 1 يوليو 2022  وفي المملكة المتحدة في 26 أغسطس 2022.

## روابط خارجية
- المغفور له على موقع IMDb (الإنجليزية)
- المغفور له على موقع ميتاكريتيك (الإنجليزية)
- المغفور له على موقع روتن توميتوز (الإنجليزية)
- المغفور له على موقع فيلمافينيتي (الإسبانية)
- المغفور له على موقع قاعدة بيانات الفيلم (الإنجليزية)
- المغفور له على موقع ليتربوكسد (الإنجليزية)
- المغفور له على موقع كينوبويسك (الروسية)

لم يتم العثور على روابط لمواقع التواصل الاجتماعي.